# Kígyós-patak (Veszprém vármegye)
A Kígyós-patak Padragkúttól nyugatra ered, Veszprém vármegyében. A patak forrásától kezdve előbb délnyugati, majd nyugati-északnyugati irányban halad, Kisberzsenyig, ahol beletorkollik a Torna-patakba.
A Kígyós-patak vízgazdálkodási szempontból a Marcal Vízgyűjtő-tervezési alegység működési területéhez tartozik.
A patak útja során keresztülhalad a Sárosfői-halastavak Természetvédelmi Területen.

## Part menti települések
- Padragkút
- Nyirád
- Nemeshany
- Káptalanfa
- Bodorfa
- Szentimrefalva
- Veszprémgalsa
- Kisberzseny